# Matevž Petek
Matevž Petek, slovenski deskar na snegu, * 11. december 1983, Celje.
Petek je osvojil srebrno medaljo na Svetovnem prvenstvu 2005 v Whistlerju v akrobatskih skokih in štiri zmage na tekmah za svetovni pokal.